# ریونی رم

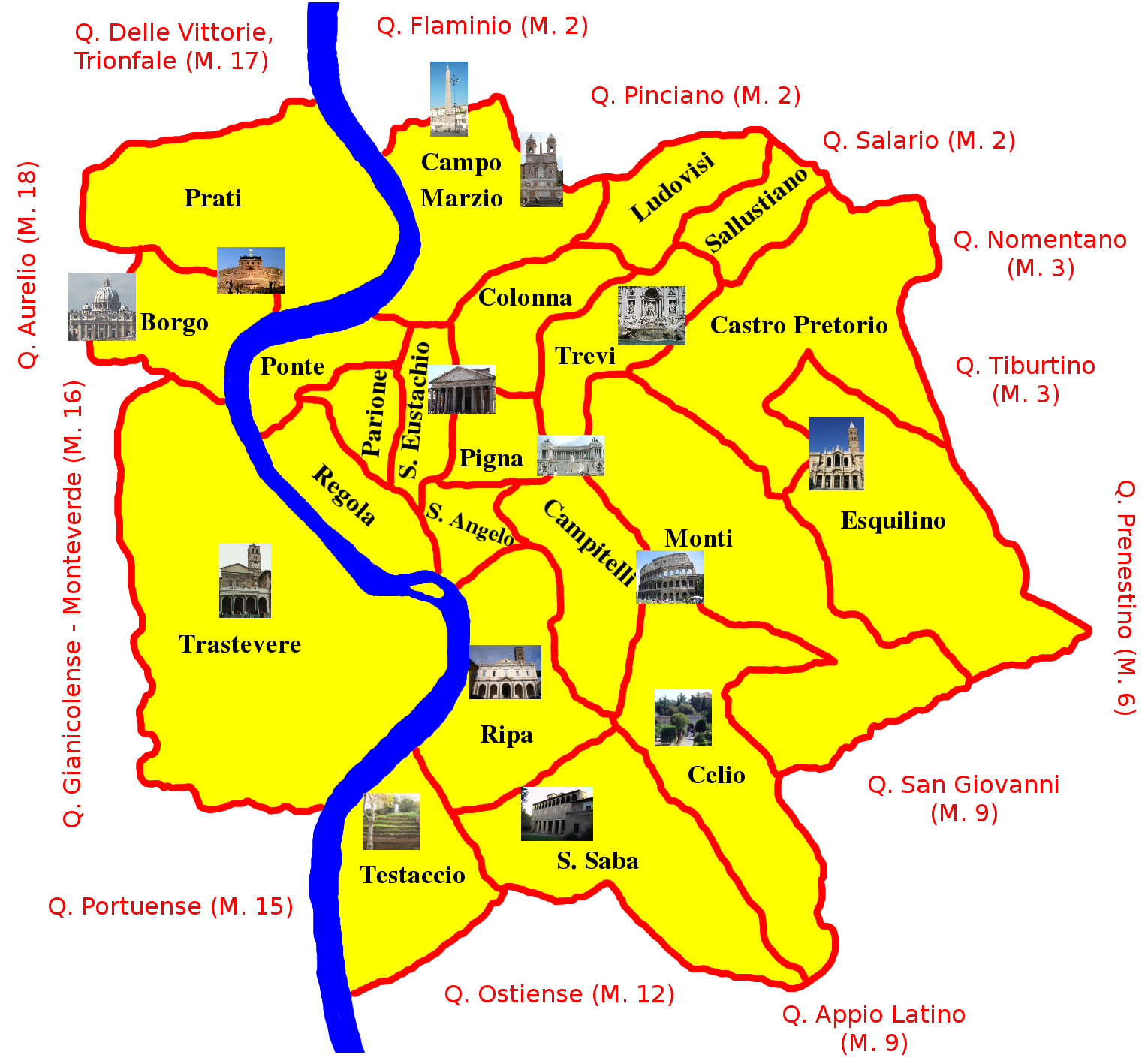
نقشه ای از مرکز رم (سنترو استوریکو، تقریباً مطابق با شهر محصور شده) با ریونی آن

ریونی رم (انگلیسی: Rioni of Rome) یک بخش اداری سنتی از شهر رم است. "Rione" یک اصطلاح ایتالیایی است که از قرن چهاردهم برای نامگذاری یک منطقه از یک شهر استفاده می‌شود. این اصطلاح در رم متولد شد و از تقسیمات اداری این شهر سرچشمه گرفت.